# Payaombor
Payaombor is een bestuurslaag in het regentschap Padang Lawas van de provincie Noord-Sumatra, Indonesië. Payaombor telt 164 inwoners (volkstelling 2010).